# ピエール・ル・グラン
ピエール・ル・グラン (Pierre le Grand、生没年不詳)は、17世紀に活動したフランスのバッカニア。ル・グランはアレクサンドル・エスケメリングの「アメリカのバッカニア(The buccaneer of America)」以外での記録が確認できない人物であり、その実在は疑問視されている。

## 経歴
ル・グランはノルマンディーのディエップ出身だとされるが、17世紀の半ばにトルトゥーガ島に渡って来た以前の詳細な半生については一切不明である。1635年頃、ル・グランはイスパニョーラ島西岸のディプロン岬沖合でスペインのガレオン船を攻撃したことで知られている。エスケメリングは自著でその場所がバハマ諸島南のタークス・カイコス諸島だったとも述べており、どちらかはっきりしない。

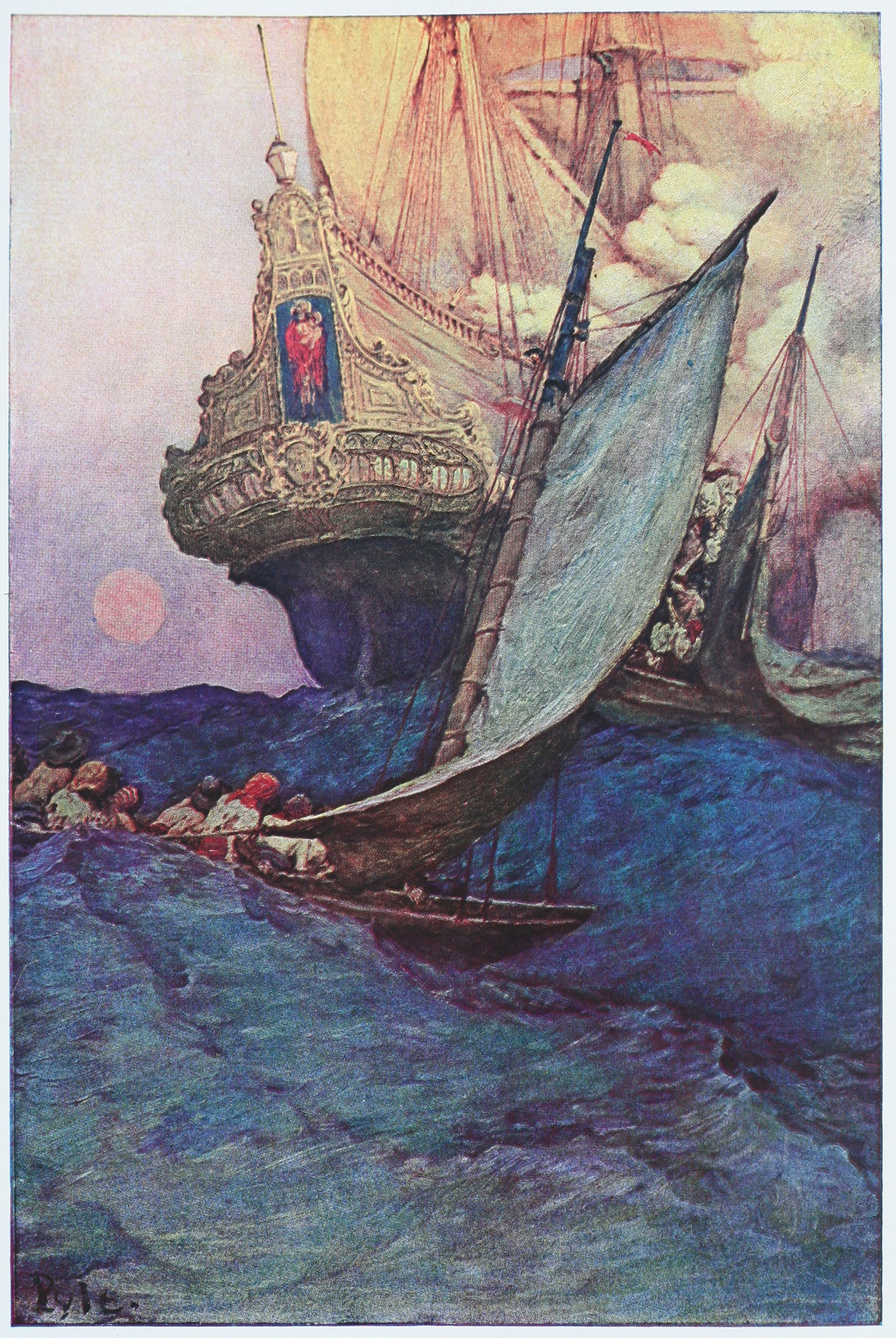
『カリブ海の海賊』より、船に接近する海賊 ハワード・パイル作

ル・グランは1隻のボートに28人の乗組員を乗せ、獲物を求めて航海していた。長い航海の間に食料も底を突いて一味は餓死寸前であったが、そこにスペインの船団とその後方を続行しているガレオン船を発見した。ル・グランたちは決死の覚悟でこの船を襲撃することに決め、夕闇に紛れてガレオン船に接近した。ガレオン船はまるで戦闘の準備などしておらず、襲撃は容易に見えた。ル・グランはまず乗組員の船医に命じてボートの底に穴を開けさせた。この企てが失敗したとしても逃走するという望みを絶ち、必ず敵船を拿捕するという覚悟の表れだった。
剣とピストルで武装した一味は舷側からガレオン船によじ登り、まず舵手を射殺した。そのまま船室に一味がなだれ込むと、船長や士官たちはトランプ遊びに興じている最中であった。一味が船長にピストルを突きつけ船を引き渡すよう要求すると、驚いた船長は「お前たちは悪魔じゃないのか」と叫んだという。さらに一味は抵抗するスペイン人たちを殺傷して武器庫を占領したため、ガレオン船はたちまち降伏することとなった。掠奪の最中、洋上に浮かぶ沈みかけのボートを見た船長は「こんな小さなボートに乗っ取られるなんてあり得ない」と言って茫然と立ち尽くしていたという。
この大きな獲物を手に入れたル・グランは航海に必要な数人のスペイン人水夫を船に残し、残りは近くの島に送り返した。そしてそのまま母国フランスへと出航し、二度とカリブ海には戻らなかったという。ここでル・グランは歴史から姿を消したと思われたが、後年、モントリオールの移民記録に1653年に同名の人物が移住してきたという記録が残っているため、彼がカナダに移住したという説がある。いずれにせよその後一切海賊行為は行っていない。